# Thouarella (Thouarella) clavata
Thouarella (Thouarella) clavata is een zachte koraalsoort uit de familie Primnoidae. De koraalsoort komt uit het geslacht Thouarella. Thouarella (Thouarella) clavata werd in 1908 voor het eerst wetenschappelijk beschreven door Kükenthal. 